# Erythrolamprus semiaureus
Espèce
Synonymes
- Opheomorphus merremii var. semiaureus Cope, 1862
- Liophis miliaris semiaureus (Cope, 1862)
- Liophis reginae ornata Jan, 1863
- Opheomorphus fuscus Cope, 1885

Erythrolamprus semiaureus  est une espèce de serpents de la famille des Dipsadidae.

## Répartition
Cette espèce se rencontre au Paraguay, dans le nord-est de l'Argentine, en Uruguay et au Rio Grande do Sul au Brésil.

## Description
C'est un serpent venimeux et ovipare.

## Publication originale
- Cope, 1862 : Catalogues of the Reptiles Obtained during the Explorations of the Parana, Paraguay, Vermejo and Uraguay Rivers, by Capt. Thos. J. Page, U. S. N.; And of Those Procured by Lieut. N. Michler, U. S. Top. Eng., Commander of the Expedition Conducting the Survey of the Atrato River. Proceedings of the Academy of Natural Sciences of Philadelphia, vol. 14, p. 346-359+594 (texte intégral).